# Indice di mascolinità

Tasso di mascolinità ovvero indice di mascolinità a livello mondiale. In verde, i Paesi in cui il rapporto è molto vicino alla parità (tasso di 100); in blu, i Paesi a maggioranza femminile, in rosso, gli Stati in cui prevale il sesso maschile.

L'indice di mascolinità (in inglese: "sex ratio" o "gender ratio") e l'indice di femminilità indicano, nella statistica, la relazione tra il numero di maschi e di femmine in una popolazione o, secondariamente, in una parte di essa. In altre parole, ci si chiede se in una determinata regione ci siano più uomini o più donne. Se in Europa e nelle Americhe si osserva una prevalenza del genere femminile, a livello mondiale prevale da alcuni decenni l'elemento maschile; si stima che sulla Terra il numero degli uomini superi quello delle donne di circa 70 milioni (quota femminile intorno al 49,6%, con tendenza al calo). Si tratta di differenze distribuite irregolarmente non solo tra i vari Paesi, ma anche tra le diverse fasce di età. 
Nel quantificarle, si parla anche di tasso di mascolinità indicando lo stesso valore. Il genere maschile prevale tendenzialmente nella maggior parte dei paesi musulmani, in India, in Cina e nelle Filippine, mentre nelle altre aree geografiche del mondo in genere ci sono più donne.

## Formula
Se l’indice di mascolinità di una determinata popolazione è di 99, ciò significa che per 100 femmine ci saranno 99 maschi. L’indice di femminilità sarà in questo caso intorno al 101. La formula è la seguente:
```
  

  

    

      

        

          
I

          

            
m

            
a

            
s

            
c

          

        

        
=

        
100

        
∗

        
u

        
o

        
m

        
i

        
n

        
i

        

          
/

        

        
d

        
o

        
n

        
n

        
e

      

    

    
{\displaystyle I_{masc}=100*uomini/donne}

  

```

```
  

  

    

      

        

          
I

          

            
f

            
e

            
m

          

        

        
=

        
100

        
∗

        
d

        
o

        
n

        
n

        
e

        

          
/

        

        
u

        
o

        
m

        
i

        
n

        
i

      

    

    
{\displaystyle I_{fem}=100*donne/uomini}

  

```

Sono talvolta usate formule basate sul semplice rapporto tra uomini e donne; oppure sul rapporto espresso in millesimi, invece che in centesimi.
La stessa informazione può essere espressa in percentuale. Ad esempio, in Italia si ha il 48,6% di uomini ed il 51,4% di donne. In tal caso, l'indice di mascolinità si ottiene dividendo la percentuale di maschi per quella delle femmine e moltiplicando il risultato per cento:
```

  

    

      

        

          
I

          

            
m

            
a

            
s

            
c

          

        

        
=

        
100

        
∗

        
48.6

        

          
/

        

        
51.4

        
=

        
94

        
,

        
5

      

    

    
{\displaystyle I_{masc}=100*48.6/51.4=94,5}

  

```

## Fasce di età
Il rapporto varia a seconda delle varie fasce di età, dato che durante il corso della vita il tasso di mortalità si evolve in maniera diversa tra maschi e femmine a causa sia di fattori biologici sia di fattori di rischio non strettamente biologici; tra questi ultimi, si possono considerare il rischio professionale o l'arruolamento in guerra (che colpiscono soprattutto i maschi) oppure anche l'aborto (che va a pesare maggioritariamente sulle nasciture femmine). 
Si è operata una distinzione tra i seguenti quattro sottoindici di mascolinità:
- Indice primario, riferito all'embrione: rapporto tra maschi e femmine al momento della fecondazione
- Indice secondario: rapporto tra maschi e femmine a partire dalla nascita
- Indice terziario: durante il periodo della maturità sessuale
- Indice quaternario: in età più avanzata.

I dati variano a seconda del contesto geografico e del periodo storico. In quanto segue, si illustrano brevemente i vari indici:
- Il tasso di mascolinità al momento della fecondazione dell'ovulo, quindi l'indice primario, può essere osservato solo indirettamente e con difficoltà; se in passato si presumeva che in quel momento prevalesse l'elemento maschile, oggi si tende a credere che il rapporto sia di 100:100.[6] Durante la gravidanza, prevalgono a fasi alterne la mortalità maschile e quella femminile, il che porterà a delle oscillazioni nell'indice di mascolinità fino al momento della nascita.

- Parlando di indice secondario, si osserva che nascono più maschi che femmine; in questo caso abbiamo a che fare con un fatto abbastanza risaputo, che venne osservato già nel Settecento dallo studioso Johann Peter Süssmilch. In termini numerici, al momento della nascita, il rapporto l'indice di mascolinità si colloca, in quasi tutti gli Stati del mondo, tra 103 e 107.[6]

- Indice terziario: l'eccedenza di maschi o femmine può essere evidente durante il periodo della maturità sessuale e in tal modo motivare le persone rimaste senza partner a ricorrere alla tratta o a cercarne in un'altra area geografica. Esempio: uno scapolo cinese (guan gun) cerca moglie in un Paese vicino, dato che in Cina vi è una forte prevalenza maschile (fenomeno questo legato alla politica del figlio unico); oppure, in un'altra area geografica o in un altro periodo storico, una carenza di uomini può favorire il fenomeno della bigamia.

- Per quanto riguarda l'indice quaternario, nella fascia sopra i 65 anni, secondo i rapporti del CIA World Factbook, le donne prevalgono numericamente nella maggioranza dei Paesi del mondo. Il fatto è ovviamente da attribuire alla maggiore speranza di vita della donna: si tratta del resto di un fattore che spiega la prevalenza femminile che si viene stabilire nei Paesi sviluppati anche quando si includono nel conteggio tutte le fasce di età.

## Alcuni dati

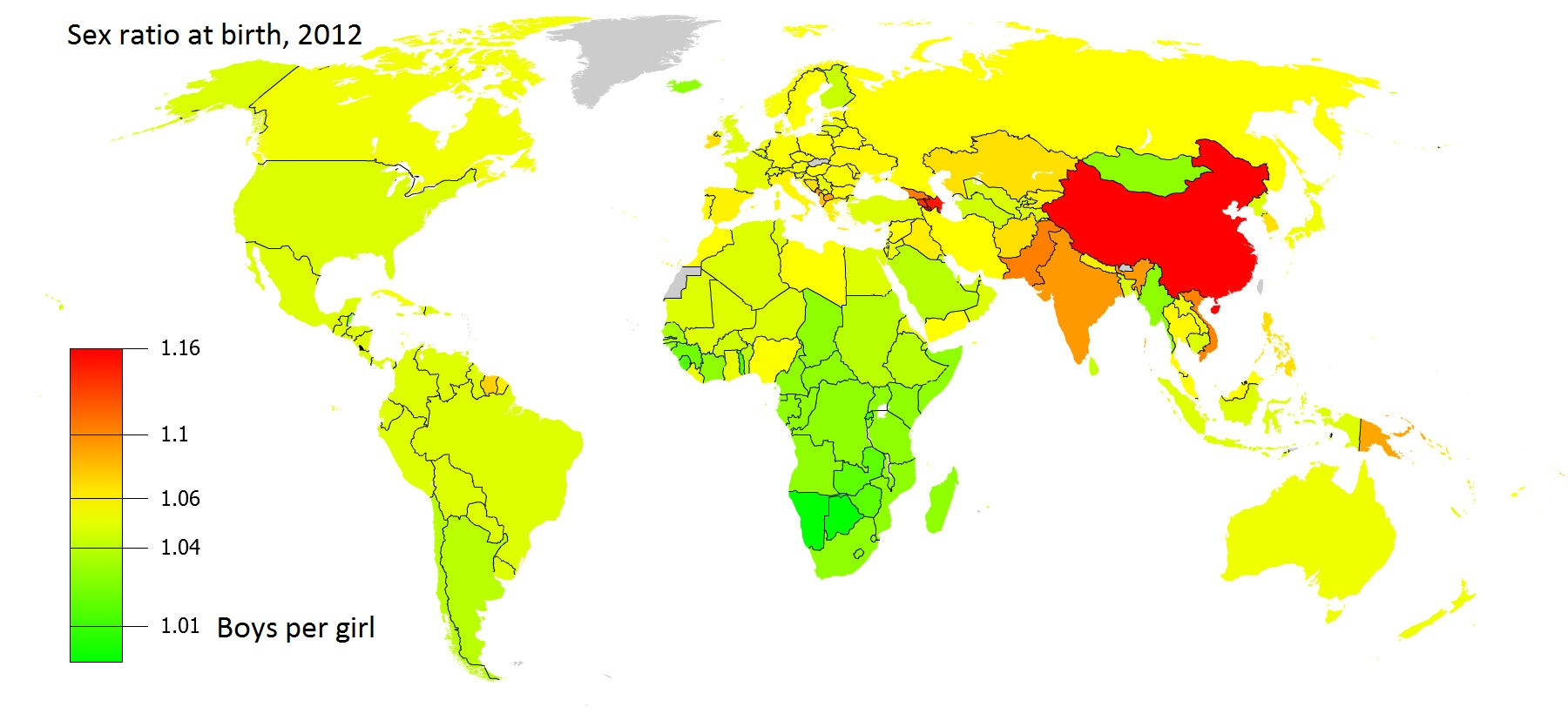
Tasso di mascolinità alla nascita (sex ratio at birth), 2012. Il valore 1 indica qui un neonato maschio per una femmina; più il colore è prossimo al rosso, maggiore è la probabilità che nel Paese in questione sia diffuso il fenomeno dell'aborto selettivo.

Si parte in genere dal presupposto del principio di Fisher, il cui studio di biologia prevede che una distribuzione ottimale tra i sessi tenda a essere quella paritaria, ossia di 100:100. Secondo le stime, l'indice di mascolinità a livello mondiale pare trovarsi intorno a quota 101,7. Ciò equivale a dire che quasi il 50,5% della popolazione umana del pianeta è di sesso maschile.
Fino circa al 1957, comunque, a livello mondiale c'erano più femmine che maschi, dunque l'indice era inferiore a cento.
Nel Qatar, il tasso di mascolinità è salito da 100 nel 1950 a 302 nel 2020 passando per i 324 del 2010. Il fatto che gli uomini siano oltre il triplo delle donne è dovuto all'immigrazione di numerosi lavoratori stranieri in settori tradizionalmente maschili e con poche possibilità di ricongiungimento familiare; al raggiungimento di questo valore eccezionale sono legate anche le modeste dimensioni del Paese, anche se il fenomeno riguarda in genere diversi Stati della penisola arabica.
Una prevalenza del genere femminile è particolarmente vistosa in alcuni Paesi dell'ex Unione Sovietica, fatto questo dovuto alla frequenza di un alto consumo di bevande alcoliche, abitudine più diffusa fra gli uomini che tra le donne (sono interessati i Paesi di etnia slava e le Repubbliche baltiche). Anche in passato, la percentuale di uomini in Unione Sovietica risultò particolarmente bassa a causa di un tracollo verificatosi in seguito alle perdite della seconda guerra mondiale.
Un grave problema costituisce il fenomeno dell'aborto selettivo, pratica che porta in Paesi come l'India e la Cina a un soprannumero di maschi; accade infatti di frequente che, sperando di avere un figlio maschio, la coppia faccia diagnosticare il sesso del nascituro per decidere se ricorrere all'interruzione della gravidanza. La diagnosi prenatale, del resto, col tempo è diventata più accessibile alle masse.
Laddove il tasso di mascolinità alla nascita supera in maniera significativa il valore di 105, si suppone un'alta frequenza del ricorso ad aborti selettivi, pratica fra l'altro illegale tanto in Cina quanto in India; sono questi tra i pochi Stati del mondo ad avere un valore alla nascita superiore a 107, ma trattandosi dei due Paesi più popolosi del pianeta si tratta di una minoranza tutt'altro che trascurabile. Tra gli altri Stati notevolmente colpiti dal fenomeno dell'aborto selettivo del sesso, risulta essere di primissimo rango demografico anche il Pakistan (quinto Stato al mondo per popolazione). 
Soprattutto a causa di questi aborti (oppure anche dell'infanticidio), si presume che lo stato di minoranza numerica globale della donna sia legato in maniera significativa ai recenti sviluppi della diagnosi prenatale, fenomeno da inserire in ogni caso all'interno delle varie forme di discriminazione attuate nei confronti del sesso femminile in alcune aree geografiche.